# Monden van de Schelde
Het departement Monden van de Schelde (Frans: Département des Bouches-de-l'Escaut) was  een Frans departement in de Nederlanden ten tijde van het Eerste Franse Keizerrijk.

## Instelling
Het departement Monden van de Schelde werd gevormd op 15 mei 1810, enkele maanden voordat het overige deel van het koninkrijk Holland geannexeerd werd. Het grondgebied werd samengesteld uit het grondgebied van het departement Zeeland, dat op 16 maart 1810 door Frankrijk was losgemaakt uit het koninkrijk Holland en was geannexeerd, en het eiland Walcheren, dat al op 27 december 1809 was toegevoegd aan het Scheldedepartement.

## Bestuurlijke indeling
De hoofdstad was Middelburg. Het departement was ingedeeld in de volgende arrondissementen en kantons (situatie van 1812):
Middelburgkantons: Middelburg, Veere en Vlissingen.
Goeskantons: Goes, Heinkenszand, Kortgene en Kruiningen.
Zierikzeekantons: Zierikzee, Brouwershaven en Tholen.

## Prefect
1810-1811: Patrice de Coninck
1811-1814: Pierre Joseph Pycke de Ten Aerde

## Overig
Het departement Monden van de Schelde had in 1811 de departementale postcode 125. Brieven uit bijvoorbeeld Zierikzee kregen het stempel Zierikzee 125.
Bij de volkstelling (census) van 1812 had het departement Monden van de Schelde 76.417 inwoners.

## Opheffing
Na de nederlaag van Napoleon werd het departement krachtens de grondwet van 29 maart 1814 omgezet in de provincie Zeeland van het Verenigd Koninkrijk der Nederlanden.
Bouches-de-l'Escaut (1810) · Bouches-de-la-Meuse · Bouches-du-Rhin (1810) · Bouches-de-l'Yssel · Deux-Nèthes (1795) · Ems-Occidental · Frise · Meuse-Inférieure (1795) · Roër (1798) · Yssel-Supérieur · Zuyderzée